# 近藤小織
近藤小織（日语：／ Kondo Saori，1956年—），已退役日本女子羽球運動員，曾在1970年代末期和1980年代初期獲得日本全國冠軍並在國際上脫穎而出。 
憑藉敏捷和決心，近藤小織於1978年和1979年在著名的全英羽球公開錦標賽中獲得女子單打亞軍。她代表日本參加優霸盃（女子國際團體賽）表現出色，在1978年和1981年連續贏得世界冠軍。